# Blok s
Blok s – grupa pierwiastków chemicznych w układzie okresowym, do których należą bardzo aktywne metale 1 i 2 grupy oraz wodór z grupy 1 i hel z grupy 18. Elektrony walencyjne we wzorach elektronowych przedstawiane są wzorem
{\displaystyle ns^{1\,lub\,2},} gdzie {\displaystyle n} to główna liczba kwantowa pierwiastka, a {\displaystyle s} – symbol orbitalu {\displaystyle s} o pobocznej liczbie kwantowej {\displaystyle l=0.}
Przykłady:
zapis „klatkowy” konfiguracji elektronowej helu:

zapis „klatkowy” konfiguracji elektronowej berylu:

## Właściwości metali
Cechy metali bloku s:
- Charakteryzują się dużą reaktywnością
- Ciała stałe o połysku metalicznym
- Barwią płomień palnika
- Tlenki metali mają charakter mocno zasadowy
- Reagują z wodorem tworząc wodorki
- Reagują z wodą tworząc wodorotlenki